# حجر غريني
الحَجَر الغِرْيَني أو حجر الغرين (بالإنجليزية: Siltstone)‏، هو صخر رسوبي فتاتي دقيق الحُبيبات يتكون أساساً من جسيمات غرينية الحجم ولونه بُني مائِل للحُمرة. وهو أدق من الحجر الرملي وأخشن من حجر الصلصال. ويوجد في رواسب المجاري المائية وقِيعان البُحيرات.